# Topola Maryna
Topola Maryna – pomnikowa topola biała znajdująca się w gminie Karczew w województwie mazowieckim, jedna z największych w kraju.

## Charakterystyka
To potężne drzewo po pojedynczym pniu, o obwodzie 878 cm i wysokości 38 m (na rok 2021). Pień jest regularny i walcowaty, a korona ma szerokość 23 x 22 m i jest kształtu kopulastego. Pierwsze konary odchodzą na wysokości kilku metrów od pnia głównego. 
Maryna to druga najgrubsza znana topola biała w Polsce. Wiek drzewa szacuje się na ponad 160 lat.
W 2021 roku Topola Maryna przeszła kompleksowe zabiegi pielęgnacyjne. Koronę poddano lekkiej redukcji obwodowej. Pomiędzy konarami zainstalowano 8 wiązań statycznych stalowych. Rany i ubytki poddano chirurgii. Oczyszczono teren wokół drzewa.

## Lokalizacja
Pomnikowy okaz rośnie w pobliżu nasypu kolejowego i miejscowości Glinki, opodal Wisły. Okazała korona drzewa jest widoczna z daleka.